# Das Drama von Dresden
Das Drama von Dresden é um documentário alemão de 2005 dirigido por Sebastian Dehnhardt sobre o bombardeio da cidade de Dresden em 1945, durante a Segunda Guerra Mundial.